# Мис Србије
Мис Србије је национално такмичење лепоте у Србији које се одржава једном годишње. Такмичење има дугу историју која је неодвојива од политичких и културних трансформација земље, од Краљевине Југославије до данашње Републике Србије.
Круна Мис Србије није само симбол лепоте, већ представља и платформу за промоцију образованих, свестраних и остварених младих жена које представљају земљу на међународној сцени. Актуелна Мис Србије за 2024. годину је Александра Рутовић.

## Историјат и еволуција такмичења

### Мис Југославије (1927–2002)
Прича о националном избору за мис почиње 1927. године, у оквирима Краљевине Југославије, оснивањем такмичења Мис Југославије. Организацију је водила компанија "Miss YU", са седиштем у Београду, а примарни циљ био је слање победнице на престижно такмичење за Мис Европе. Током деценија, такмичење је преживело и прилагођавало се различитим државним уређењима (СФРЈ, СРЈ), поставши институција која је представљала лепоту и културу на међународној сцени, укључујући и такмичења као што су Мис света, Мис универзума, Мис интернешенел и Мис Земље.

### Мис Србије и Црне Горе (2003–2006)
Са трансформацијом Савезне Републике Југославије у државну заједницу Србија и Црна Гора, такмичење је 2003. године преименовано у Мис Србије и Црне Горе. Овај период транзиције показује директну везу између идентитета државе и идентитета такмичења, чувајући континуитет али и сигнализирајући промену.

### Мис Србије (од 2006)
Коначним распадом државне заједнице 2006. године, такмичење се и формално поделило на два независна избора: Мис Србије и Мис Црне Горе. Та година означава званични почетак модерног такмичења за Мис Србије. Прва девојка која је понела титулу Мис Србије била је Ведрана Грбовић из Београда.

## Организација и лиценце

### Весна де Винча и "Miss Serbia"
Централна фигура која деценијама обликује свет избора за мис у Србији јесте Весна де Винча (рођена Југовић). Као председница организације "Miss Serbia", њена компанија "Miss Yu" је дуго држала лиценце за најпрестижнија светска такмичења, укључујући и лиценцу за Мис света.

### Подела лиценце за Мис универзума
Један од најзначајнијих преокрета догодио се 2024. године. Лиценца за Мис универзума, коју је организација Весне де Винче држала до 2015. године, била је неактивна девет година. Током овог периода, Србија није имала представницу на том такмичењу.
Године 2024, основана је нова, засебна организација под називом Miss Universe Serbia, на чијем је челу председник Александар Живковић. Ова организација је успешно повратила лиценцу, означавајући повратак Србије на ову престижну сцену. Оваква подела, где једна организација припрема кандидаткињу за Мис света, а друга за Мис универзума, показала се као веома успешна, јер је омогућила фокусирану припрему и довела до значајних пласмана на оба такмичења у кратком року.

## Носиоци титуле
У табелама испод налазе се победнице и финалисткиње избора лепоте од 1996. године, покривајући периоде СР Југославије, Државне заједнице Србије и Црне Горе, и коначно, независне Србије.

### Мис Југославије (1996–2002)
| Година | Победница         | Прва пратиља     | Друга пратиља       |
| ------ | ----------------- | ---------------- | ------------------- |
| 1996.  | Славица Кривокућа | Марија Ђурић     | Љубинка Добросављев |
| 1997.  | Тамара Шапоњић    | Јелена Трнинић   | Јелена Бајагић      |
| 1998.  | Јелена Јаковљевић | Ана Карић        | Јелена Гавриловић   |
| 1999.  | Лана Марић        | Даница Првуловић | Марија Петковић     |
| 2000.  | Ива Миливојевић   | Ана Јанковић     | Марија Љубисављевић |
| 2001.  | Тијана Стајшић    | Слађана Божовић  | Невена Ђорђевић     |
| 2002.  | Ана Шаргић        | Сања Папић       | Олга Божовић        |

### Мис Србије и Црне Горе (2003–2006)
| Година | Победница          | Прва пратиља    | Друга пратиља    |
| ------ | ------------------ | --------------- | ---------------- |
| 2003.  | Бојана Вујадиновић | Драгана Дујовић | Биљана Вељковић  |
| 2004.  | Јелена Пејић       | Јелена Мандић   | Сандра Обрадовић |
| 2005.  | Дина Џанковић      | Нада Милинић    | Николина Ђого    |
| 2006.  | Ведрана Грбовић    | Теодора Марчић  | Ана Младеновић   |

### Мис Србије (од 2007)
Ова табела приказује носиоце главне националне титуле "Мис Србије" и њихове резултате на такмичењу за Мис света.
| Година | Победница                                         | Општина/Град    | Пласман на Мис света | Специјалне награде              |
| ------ | ------------------------------------------------- | --------------- | -------------------- | ------------------------------- |
| 2024.  | Александра Рутовић                                | Београд         | Топ 40               | Мис света таленат (Топ 25)      |
| 2021.  | Ања Радић                                         | Београд         | Топ 40               |                                 |
| 2019.  | Андријана Савић                                   | Горњи Милановац | без пласмана         | Мис света спорт (Топ 32)        |
| 2018.  | Сања Ловчевић                                     | Београд         | није се такмичила    |                                 |
| 2017.  | Ивана Тришић                                      | Београд         | без пласмана         | Мис света топ модел (Топ 30)    |
| 2016.  | Анђелија Рогић                                    | Ужице           | Топ 30               |                                 |
| 2015.  | Катарина Шулкић                                   | Звечан          | без пласмана         | Мис света таленат (Топ 21)      |
| 2014.  | Марија Ћетковић                                   | Нови Сад        | без пласмана         | Мис света спорт (Топ 24)        |
| 2013.  | Милица Вуклиш                                     | Београд         | без пласмана         | Мис света спорт (3. пратиља)    |
| 2012.  | Николина Бојић (одузета титула) Александра Докнић | Панчево         | без пласмана         |                                 |
| 2011.  | Милица Тепавац                                    | Сомбор          | Топ 30               | Мис света лепота плаже (Топ 5)  |
| 2010.  | Милица Јелић                                      | Београд         | без пласмана         |                                 |
| 2009.  | Јелена Марковић                                   | Ужице           | без пласмана         | Мис света таленат (Топ 22)      |
| 2008.  | Невена Липовац                                    | Београд         | без пласмана         | Мис света лепота плаже (Топ 25) |
| 2007.  | Мирјана Божовић                                   | Београд         | без пласмана         |                                 |
| 2006.  | Ведрана Грбовић                                   | Београд         | без пласмана         | Прва званична Мис Србије        |

## Представнице на осталим "Велике четири" такмичењима
Систем слања представница на остала велика такмичења је варирао. У табелама испод дат је преглед представница за свако од преостала три највећа светска такмичења.

### Мис универзума
Ова табела илуструје учешће Србије на такмичењу за Мис универзума, јасно приказујући период под вођством Весне де Винче, деветогодишњу паузу и успешан повратак под новом организацијом "Miss Universe Serbia".
| Година     | Представница      | Општина/Град       | Пласман      | Напомене                       |
| ---------- | ----------------- | ------------------ | ------------ | ------------------------------ |
| 2024.      | Ивана Тришић      | Београд            | Топ 30       | Дирекција: Александар Живковић |
| 2016–2023. | Није се такмичила |                    |              | Пауза у учешћу                 |
| 2015.      | Даша Радосављевић | Крагујевац         | без пласмана | Дирекција: Весна де Винча      |
| 2014.      | Анђелка Томашевић | Косовска Митровица | без пласмана | Дирекција: Весна де Винча      |
| 2013.      | Ана Врцељ         | Земун              | без пласмана | Дирекција: Весна де Винча      |
| 2012.      | Бранислава Мандић | Нови Сад           | без пласмана | Дирекција: Весна де Винча      |
| 2011.      | Ања Шарановић     | Краљево            | без пласмана | Дирекција: Весна де Винча      |
| 2010.      | Лидија Коцић      | Београд            | без пласмана | Дирекција: Весна де Винча      |
| 2009.      | Драгана Атлија    | Книн               | без пласмана | Дирекција: Весна де Винча      |
| 2008.      | Бојана Борић      | Нови Сад           | без пласмана | Дирекција: Весна де Винча      |
| 2007.      | Теодора Марчић    | Нови Сад           | без пласмана | Дирекција: Весна де Винча      |

### Мис Земље
| Година | Представница          | Пласман      |
| ------ | --------------------- | ------------ |
| 2024.  | Викторија Стојиљковић | без пласмана |
| 2023.  | Анђела Ваневски       | без пласмана |
| 2022.  | Милица Крстовић       | без пласмана |
| 2021.  | Ђина Радовац          | без пласмана |
| 2019.  | Љубица Рајковић       | без пласмана |
| 2018.  | Нина Јовановић        | без пласмана |
| 2017.  | Марија Никић          | без пласмана |
| 2016.  | Теодора Јанковић      | без пласмана |
| 2013.  | Анђелка Томашевић     | Топ 8        |

### Мис интернешенел
| Година | Представница          | Пласман      |
| ------ | --------------------- | ------------ |
| 2023.  | Викторија Стојиљковић | без пласмана |
| 2014.  | Лидија Коцић          | без пласмана |
| 2010.  | Ања Шарановић         | Топ 15       |

## Значајне мисице
Иза статистике и пласмана налазе се приче о женама које су својим радом и успехом оставиле траг и илустровале еволуцију такмичења.
- Александра Рутовић (Мис Србије 2024): Као актуелна Мис Србије, она представља лице модерног такмичења. Школовала се у САД и Бечу, где је завршила мастер студије из међународног туризма и хотелијерства. Пре освајања титуле, изградила је каријеру агента за некретнине. Њен пласман у Топ 40 на такмичењу за Мис света 2025. представља значајан успех за Србију.[2]
- Ивана Тришић (Мис Србије 2017. и Мис универзума Србије 2024): Ивана има јединствен пут. Прво је победила на избору за Мис Србије 2017. и представљала земљу на Мис света 2018. године. Шест година касније, победила је на првом избору нове организације "Miss Universe Serbia" и остварила историјски пласман у Топ 30 на финалу Мис универзума 2024, потврђујући успешност нове, фокусиране стратегије.
- Анђелка Томашевић (Мис Земље Србије 2013. и Мис универзума Србије 2014): Анђелка је пример система који је постојао пре поделе лиценци. Остварила је један од највећих успеха за Србију на такмичењу Мис Земље, пласиравши се у Топ 8 финалисткиња 2013. године. Већ следеће године, представљала је Србију на такмичењу за Мис универзума.
- Сања Папић (прва пратиља Мис Југославије 2002): Иако није победила на националном такмичењу, Сања Папић је остварила највећи успех у историји земље на такмичењу Мис универзума, пласиравши се на место 3. пратиље 2003. године.

## Контроверзе

### Афера "Николина Бојић" (2012)
Највећи скандал у историји такмичења догодио се 2012. године. Николина Бојић из Апатина проглашена је за Мис Србије, али је убрзо након тога откривено да је прекршила основно правило такмичења – била је удата за канадског тенисера Френка Данчевића. У то време, правила великих светских такмичења, попут Мис универзума, строго су забрањивала учешће удатим женама.
Медијска бура која је уследила, праћена спекулацијама да је Бојићева нестала са круном, довела је организацију у кризну ситуацију. Суочени са нарушеним кредибилитетом, организатори су јој одузели титулу, а круна је касније предата првој пратиљи, Александри Докнић, која је постала званична Мис Србије за 2013. годину.

## Будућност такмичења
Стратешка подела лиценци и фокусирана припрема кандидаткиња већ су донели резултате који указују на нову, обећавајућу еру за Србију у свету такмичења лепоте. Активности се настављају, што потврђује и најава првог полуфинала за Мис Србије 2025, које ће бити одржано у Кикинди. Истовремено, свет лепоте се мења, а правила постају инклузивнија, што се види и по одлуци организације Мис универзума да од 2023. године дозволи учешће удатим женама и мајкама.